# ゆめタウン黒瀬
ゆめタウン黒瀬（ゆめタウンくろせ）は、広島県東広島市黒瀬町にある、株式会社イズミが運営する総合スーパー。

## 概要
1991年3月1日にイズミ黒瀬店として開業した。90年代後半ごろに、ゆめタウンに転換した
2014年に店舗塔屋・外壁を「town」を取って「you me」だけのロゴにリニューアルした

## 施設概要
- 住所：〒734-0613 広島県東広島市黒瀬町楢原100-1
- 営業時間：9:30-20:30
- 駐車場：約1,000台
- 駐輪場：約500台
- 店舗面積：約10,000m2

## 館内
イズミ直営の食品館や、30程度の専門店からなる。
主なテナント
- フタバ図書
- ミスタードーナツ

## アクセス

### 自家用車
- 国道375号からすぐ

### 鉄道
- 山陽本線西条駅からJRバス中国に乗車し、「上保田」で下車 徒歩5分

## 周辺施設
- 広島国際大学東広島キャンパス
- 広島文化学園大学郷原キャンパス
- モスバーガー
- ウォンツ
- 住田屋